# Brněnský seniorát

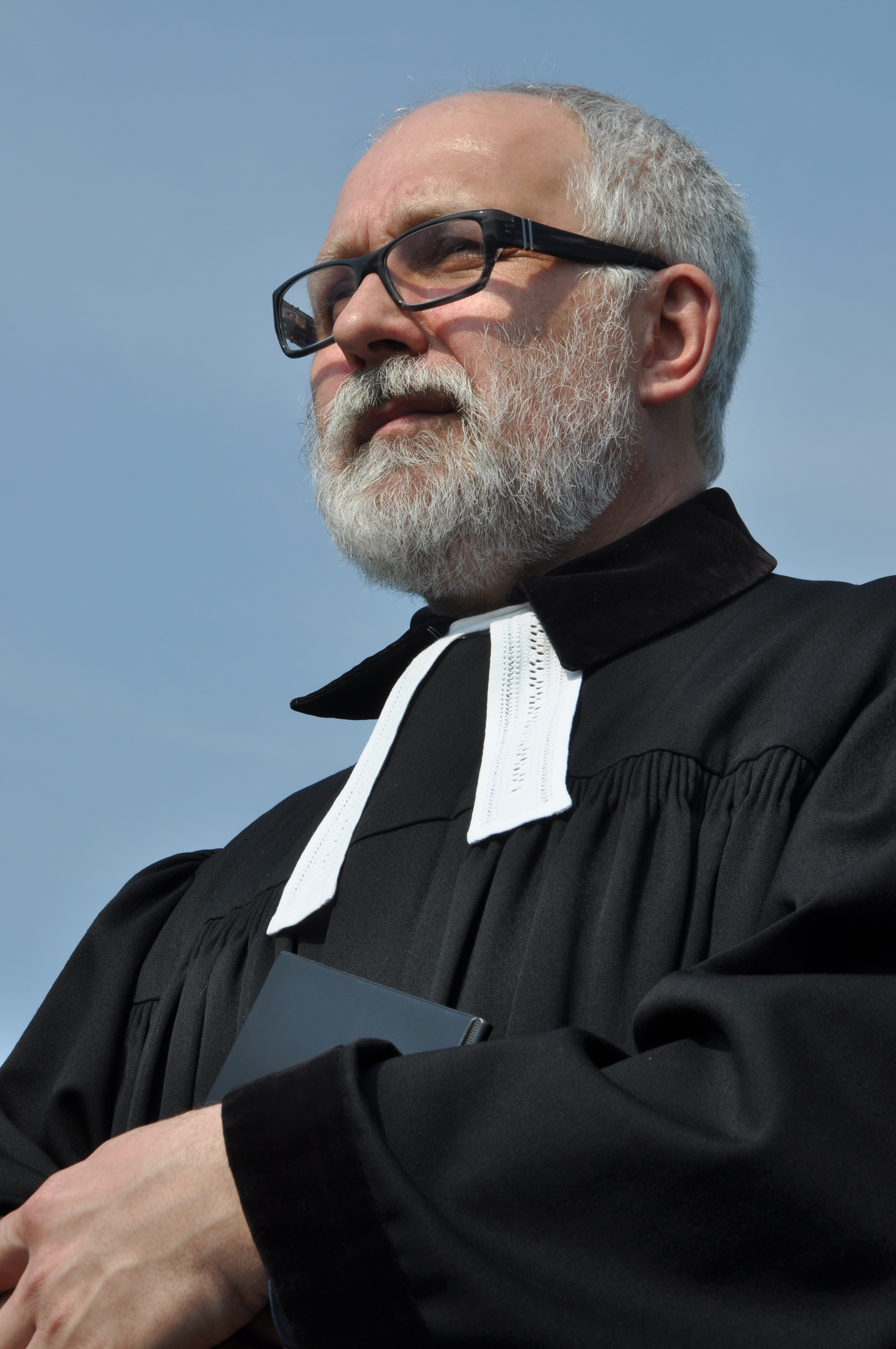
Bývalý senior Jiří Gruber

Brněnský seniorát je seniorát Českobratrské církve evangelické, zahrnuje evangelické sbory z jižní Moravy.
Rozloha seniorátu je 6339 km², zahrnuje 22 sborů, které mají dohromady 7994 členů (k 3. 2. 2023).
V jeho čele stojí senior Filip Keller, seniorátní kurátor Vladimír Zikmund a jejich náměstci David Sedláček a Iva Květonová a Petr Zajíc s Matoušem Plevou. Seniorátním farářem je Jiří Šimsa a farářkou Tereza Halasová.